# Cuscuta obtusiflora
Cuscuta obtusiflora är en vindeväxtart som beskrevs av Carl Sigismund Kunth. Cuscuta obtusiflora ingår i släktet snärjor, och familjen vindeväxter. Utöver nominatformen finns också underarten C. o. glandulosa.